# Apple Watch Series 6
L'Apple Watch Series 6 est la septième génération du modèle de l'Apple Watch. Elle est présentée le 15 septembre 2020 avec l'Apple Watch SE et succède à l'Apple Watch Series 5. La grande nouveauté de cette montre a été l’implémentation d'un capteur capable de mesure l'oxygène dans le sang.
Elle est commercialisée à partir du 18 septembre 2020.

## Aperçu
L'Apple Watch est capable de mesurer l’oxygène présent dans le sang et de réaliser un électrocardiogramme. Elle inclut de nouveaux cadrans, 12 nouveaux bracelets et une nouvelle collection de bracelets Nike+. Par rapport à l'Apple Watch Series 5 la montre dispose aussi d'une puce de localisation de courte porté (Ultra Wideband). La montre proposera grâce à un nouvel altimètre une mesure permanente de l'altitude. L'écran toujours allumé est aussi plus lumineux que sur la version précédente et la recharge de la montre est plus rapide. 
La montre existe en version Aluminium, Acier et Titane.
Une fonctionnalité de Configuration familiale est ajoutée, et permet aux enfants d'utiliser une montre sous la supervision de leurs parents sans être possesseur d'un iPhone. Cette fonctionnalité peut aussi être utilisé pour équiper une personne âgée d'une Apple watch. 

## Impact environnemental
Selon le rapport d'Apple, l'Apple Watch Series 6 émet au cours de sa vie 36 kg de CO2 dont 78% lors de sa production.
l'Apple Watch Series 6 Cellulaire émettra au cours de sa vie 43 kg de CO2.

## Logiciel
La montre est livrée avec le système d'exploitation watchOS 7 et nécessite au minimum un iPhone 6s et iOS 14.

## Caractéristiques
- Boîtier de 40 mm ou de 44 mm ; écran plus de 30 % plus grand
- Écran Retina OLED LTPO toujours activé, 1 000 nits
- Modèles GPS et GPS + Cellular
- SiP S6 avec processeur bicœur 64 bits ; puce W3 sans fil ; puce U1 (Ultra Wideband)
- Digital Crown avec retour haptique
- Capteur de taux d’oxygène dans le sang ; capteur électrique de fréquence cardiaque et capteur optique de fréquence cardiaque de 2ᵉ génération
- Notifications en cas de fréquence cardiaque élevée/faible ou d’arythmie, et app ECG
- Appel d’urgence international, Appel d’urgence et détection des chutes
- Résistance à l’eau jusqu’à 50 mètres
- LTE et UMTS7, Wi‑Fi et Bluetooth 5.0
- GPS/GNSS, boussole et altimètre toujours activé
- Haut-parleur 50 % plus puissant10 ; micro intégré
- Capacité de 32 Go